# Джон Эрскин, 3-й граф Мар
Джон Эрскин, 3-й/20-й граф Мар (1585—1654) — шотландский аристократ и землевладелец. Кавалер Ордена Бани (1610), хранитель и губернатор Эдинбургского замка (1615—1638), член Тайного совета Шотландии (1617), чрезвычайный лорд сессии (1620—1626, 1628—1630).

## Карьера
Единственный сын Джона Эрскина, 2-го графа Мара (1558—1634), и его первой супруги, Энн Драммонд (1555—1587), дочери лорда Дэвида Драммонда (умер в 1571 году) и Лилиас Рутвен.
До смерти своего отца в 1634 году Джон Эрскин был известен как Джон, лорд Эрскин, или «Мастер Мар».
Принц Генрих, старший сын короля Шотландии Якова VI Стюарта и Анны Датской, содержался в замке Стерлинг. После объединения корон в 1603 году король Яков Стюарт отправился в Англию. Анна Датская приехала в Стерлинг 10 мая, чтобы забрать своего старшего сына. Граф Мар в это время отсутствовал в замке. Джон Эрскин и его мачеха Мария Стюарт, графиня Мар, отклонили просьбу королевы забрать принца Генри. Его отец прибыл 12 мая и отправил его в Лондон с посланиями для короля. По словам графа Мара, король Яков простил его семью за это, думая, что его «юный сын и честные бедные друзья ничего не сделали, кроме как верно служили ему».
Джон Эрскин отправился в Венецию в мае 1605 года, и посол Генри Уоттон представил его дожу Марино Гримани, который похвалил его за благородную внешность.
Джон Эрскин принял участие в маскараде на свадьбе Джона Рамзи, виконта Хаддингтона, и Элизабет Рэдклифф, дочери Роберта Рэдклиффа, 5-го графа Сассекса, в феврале 1608 года, известном как маскарад лорда Хаддингтона или The Hue and Cry After Cupid. Эрскин был посвящен в рыцари 30 мая 1610 года на церемонии провозглашения принца Генри Фредерика Стюарта новым принцем Уэльским.
Подробный счет за одежду лорда Эрскина от английского портного сохранился с мая 1611 года . В 1612 году Джон Эрскин безуспешно выступал за посвящение в рыцари лэрда Финдлейтера. В сентябре 1613 года Эрскин принимал венецианского посла Антонио Фоскарини в замке Стерлинг. Фоскарини отправился в Шотландию после обсуждения положения страны с Анной Датской.
29 декабря 1634 года Джон Эрскин написал из Эдинбургского замка королю Карлу I Стюарту с известием о смерти своего отца.
В 1638 году он написал королю о плохом состоянии ремонта замка Стерлинг и стен парка, и графу Тракеру было приказано произвести ремонт.
В 1645 году Роберт Фаркуарсон из Инверко был хранителем замка Килдрамми у графа и его сына лорда Эрскина. Лэрд из Гленкинди также помог сохранить замок, опасаясь грабежей, которые совершит гарнизон «чужих» солдат на его землях.
Главной резиденцией графа Мара была Аллоа-Тауэр.

## Брак и дети
В 1610 году Джон Эрскин, мастер Мар, женился на Кристиан Хэй (ум. 1668), дочери Фрэнсиса Хэя, 9-го графа Эрролла (1564—1631), и Элизабет Дуглас (? — 1631), дочери Уильяма Дугласа, 6-го графа Мортона, и Агнес Лесли, графини Мортон. У них были следующие дети:
- Джон Эрскин, 4-й граф Мар (? — сентябрь 1668)
- Фрэнсис Эрскин (ум. 1662)
- Элизабет Эрскин, которая в 1641 году вышла замуж за Арчибальда Нейпира, 2-го лорда Нейпира из Мерчистона (1575—1645). Она была заключенной в Эдинбургском замке в августе 1645 года вместе со своей невесткой Лилиас Нейпир[13].
- Мэри Эрскин.

Граф Эрролл написал лорду Эрскину 14 октября 1613 года, чтобы поздравить его с рождением сына и попросить жену вернуться к нему, так как он сам был болен.